# 太平館餐廳

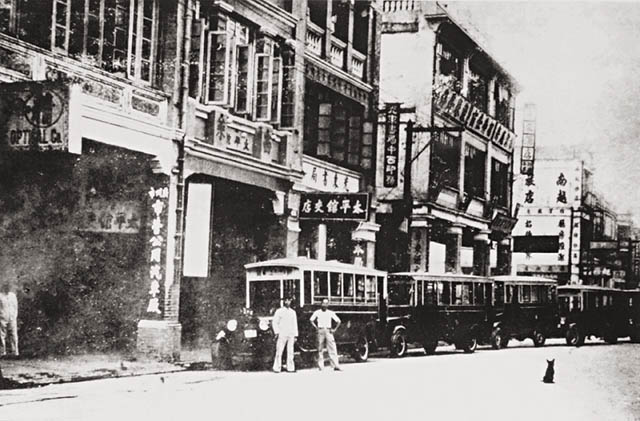
太平館在廣州永漢路的第一間支店（1927年）

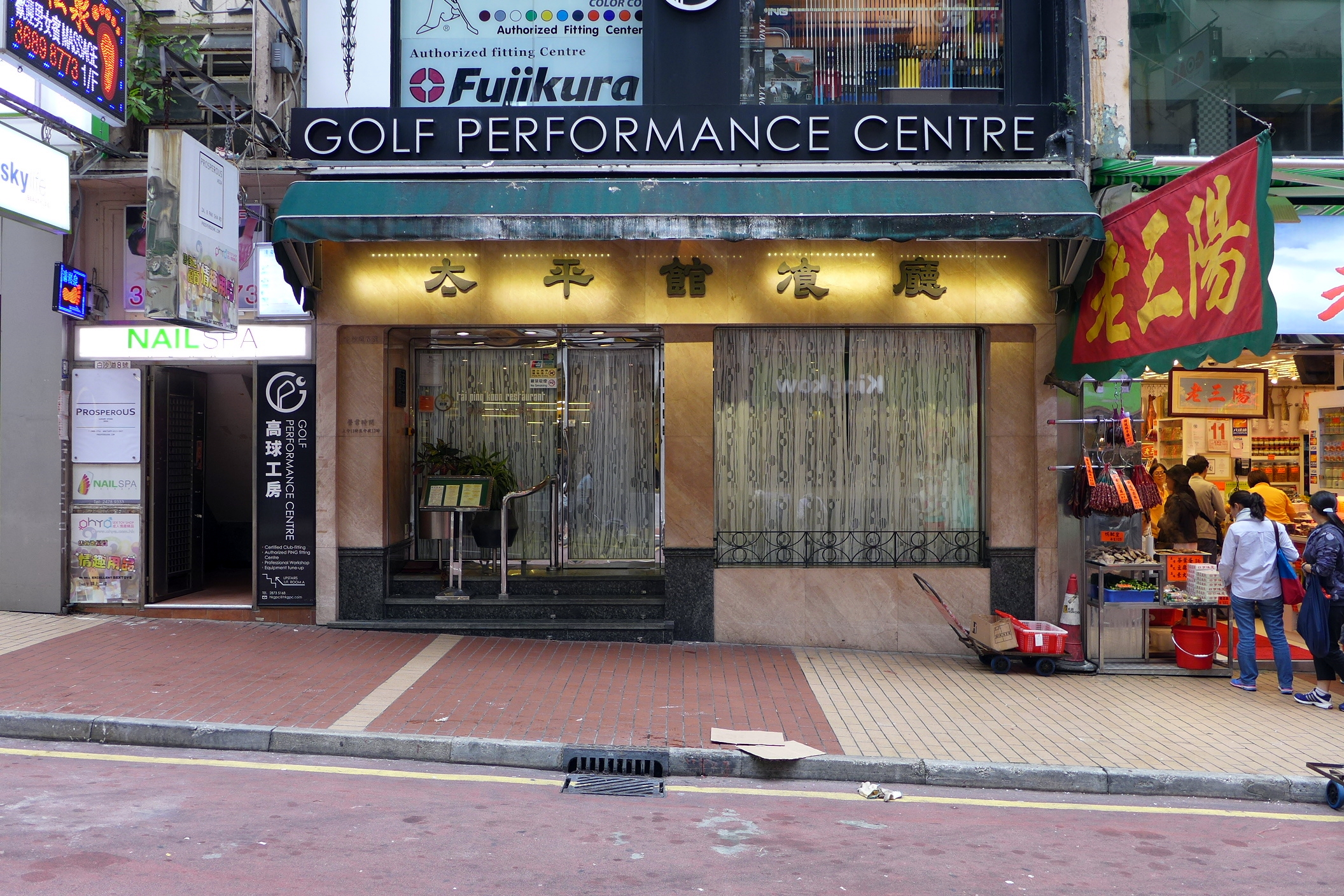
太平館銅鑼灣分店

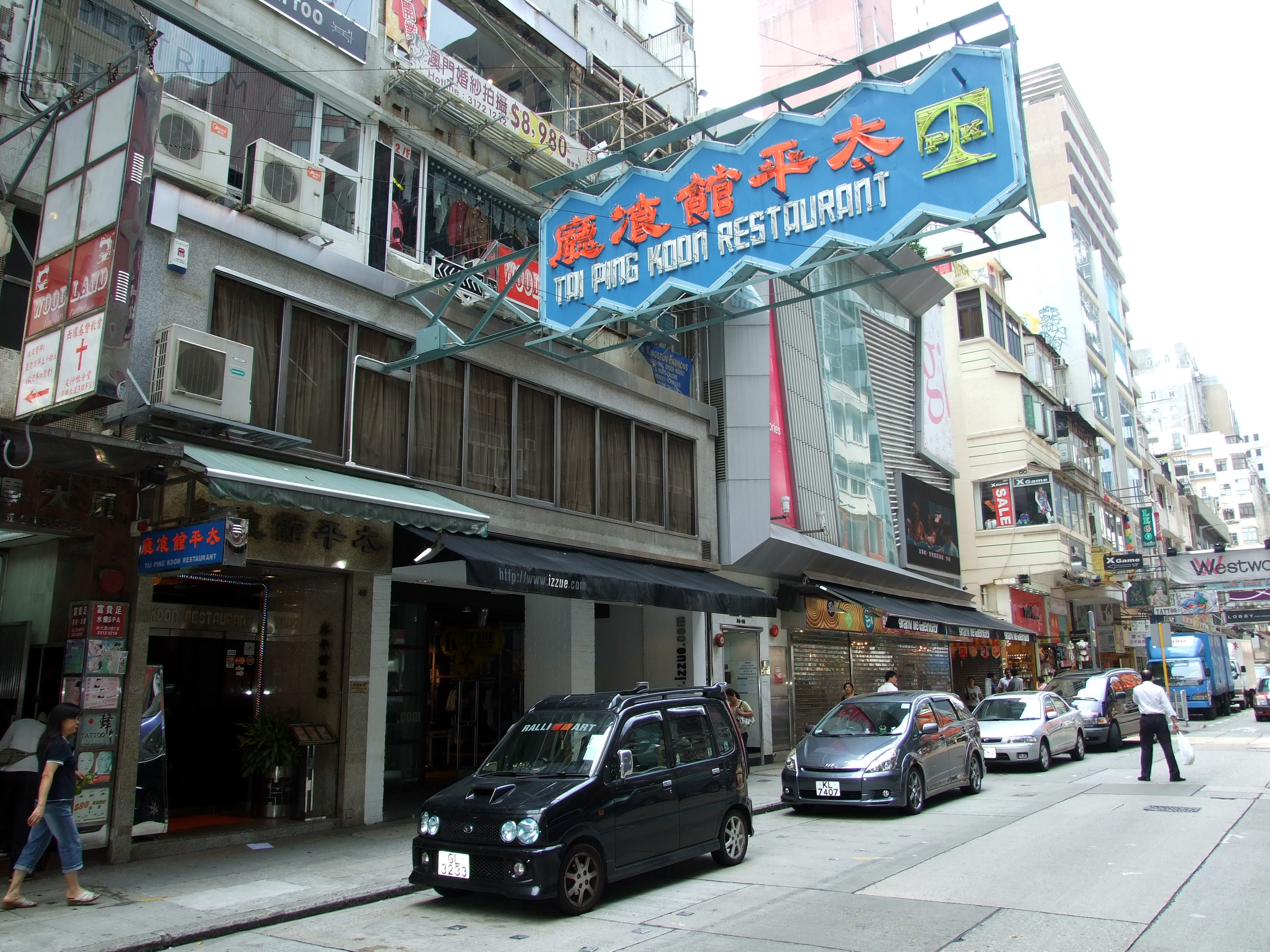
太平館尖沙咀分店

太平館餐廳（英語：Tai Ping Koon Restaurant），是馳名省港的一家著名的廣東（港式）西餐廳（又稱「豉油西餐」或「醬油西餐」），成立於1860年，首間分店設於廣州太平沙。「太平館」一名是取自其開業地點，成為廣州最早出現的西餐廳，也是大中華第一间华人经营的西餐馆。創始徐家後人現時在香港經營太平館有四間分店，分別設於尖沙咀、油麻地、銅鑼灣及中環士丹利街，廣州鋪面經營與徐家已無關係。

## 歷史

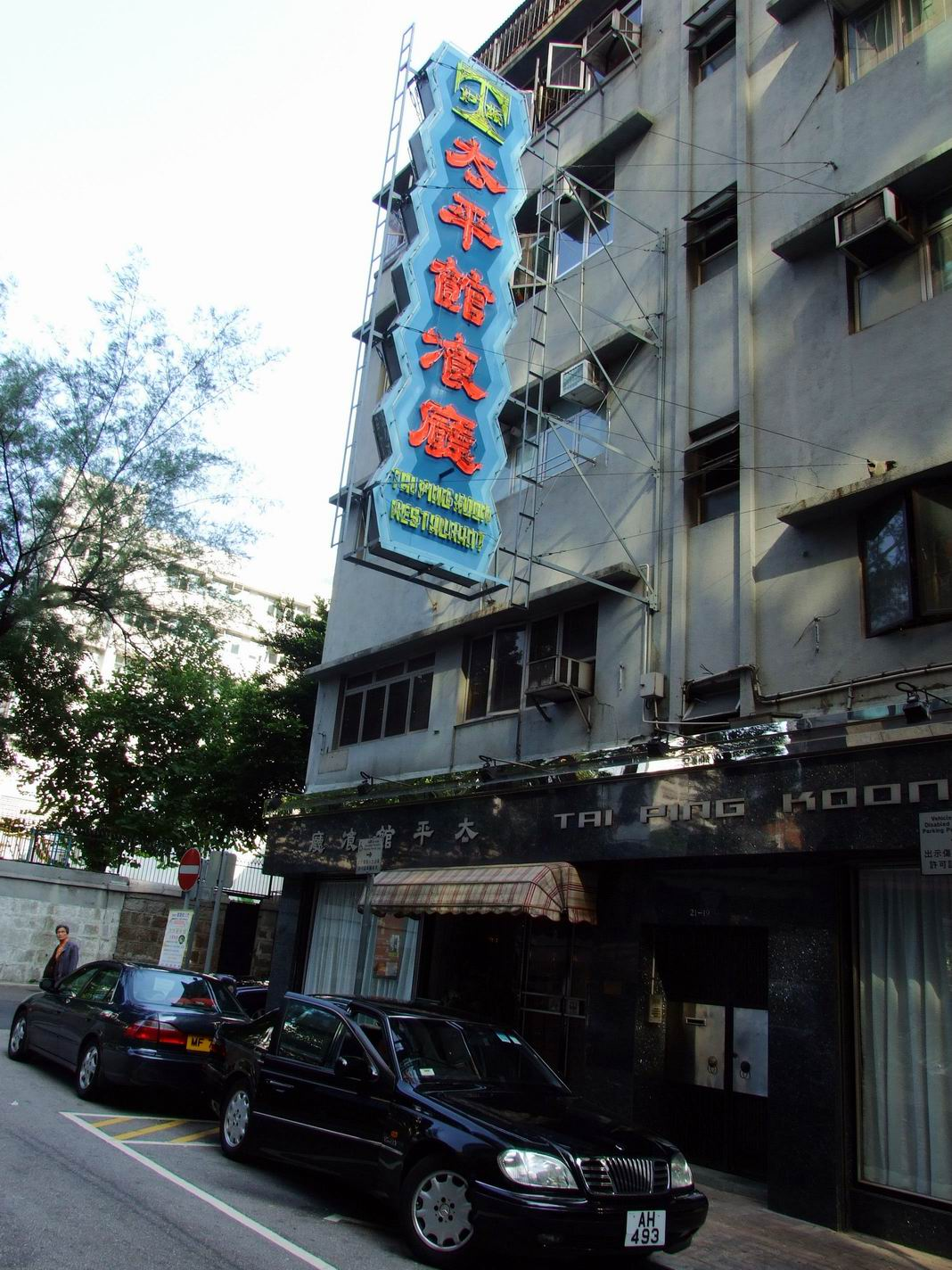
太平館油麻地分店

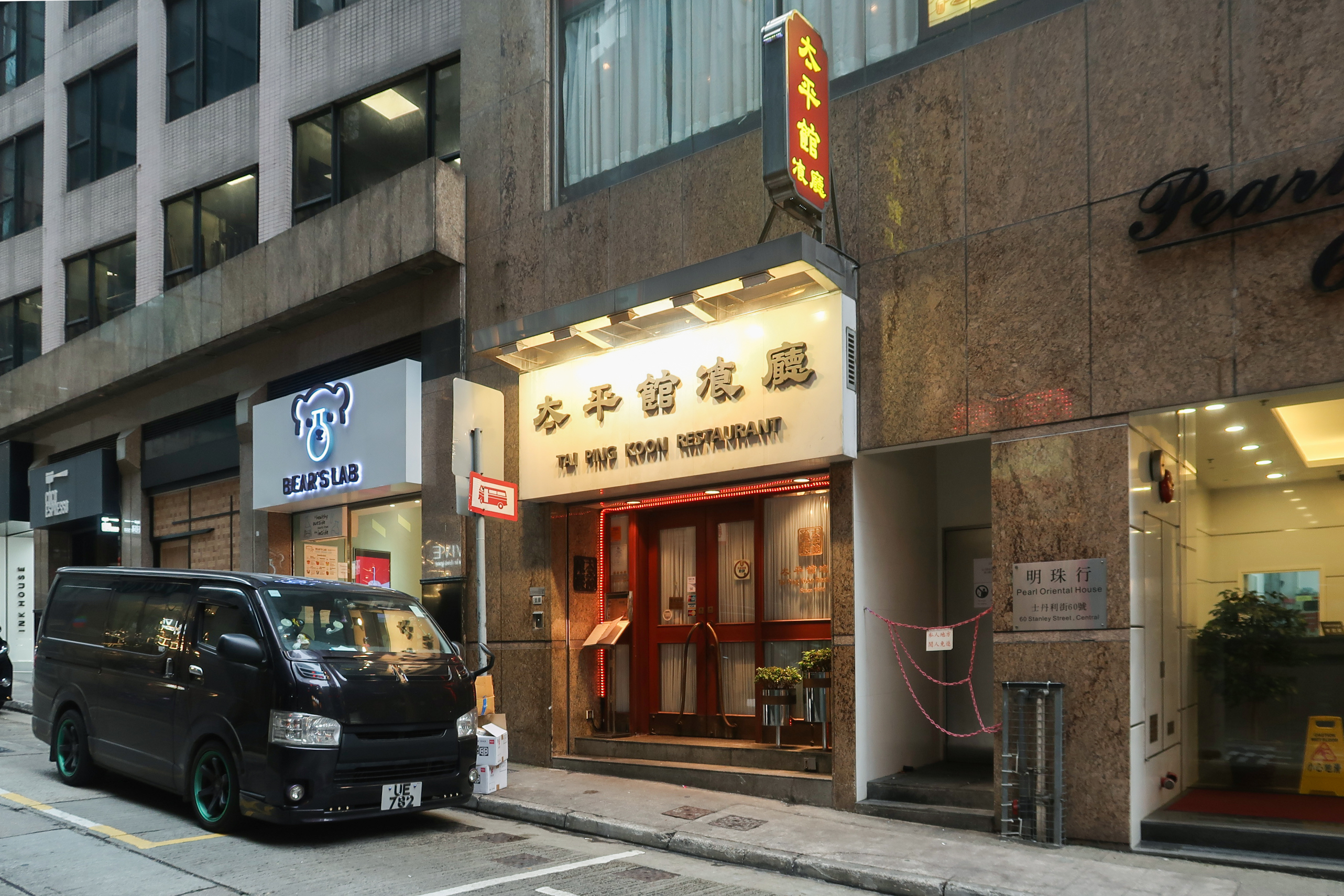
太平館中環分店

太平館創辦人徐老高，廣州西村（現位於環市西路）人，初任洋行西廚，後辭職轉而上街肩挑販賣，大膽採用中式醬油加西式烹調的方法炮製食物，大受歡迎，由流動小販改為固定攤檔。1860年（清咸豐十年）在廣州城南菜市場附近置業開舖，店舖位於南關太平沙而取名「太平館」，招牌橫書「太平館西菜」，直書「番菜番餅」。 以豉油汁烹调猪扒牛扒、烧乳鸽、烟鱼等，以满清官员、洋行买办等为顾客对象。同年，咸丰皇帝对英法宣战，第二次鸦片战争爆发。
二十世紀初店舖由徐老高的兒子徐煥和徐枝泉兩兄弟接手經營，太平館憑獨特的風味而名聞南粵。
1925年，广州黄埔军校政治部主任周恩来，在太平沙太平馆设宴（非今日的北京路店），迎娶邓颖超，烧乳鸽、牛尾汤等成了款客酒席菜式。
中華民國成立後，另一位徐家後人徐寶泉，在廣東財政廳附近的永漢北路（現北京路，該處俗稱「財廳前」）開了一間「太平新館」。於是廣州變成有兩間太平館，新館和舊館。徐氏兄弟雖然反對，甚至為此打官司，但因該後人有個「新」字也無可奈何。到了1920年代，廣州廣泛興建馬路，交通開始四通八達，城內太平館（新館）越來越旺。可是徐寶泉因為參加商團，被孫中山平定後逃跑了，原址結業。1926年底，徐煥以6,000港元（當時廣州流通貨幣之一）頂讓位於附近永漢路的國民餐廳（與太平新館相距不遠），成立第一間支店。
三十年代太平館交由第三代徐漢初兄弟打理。1930年代中後期，蔣介石在廣州時經常出入太平館，每次來都是包場整個太平館，警衛嚴密，包括太平館對面幾間茶室都有人警戒，陪同蔣的是中將錢大鈞與警衛唐海安。當時廣州的新聞紙（報紙）都有頭條報導，第二天就會有好多客人來店面打聽，更爭相預訂蔣介石坐過的包座。
在日本侵華初期的1937年，徐漢初帶同廚師南下香港另設新店，在上環三角碼頭由親戚開設的東山酒店內落戶生根，成立第一家香港太平館，名「省港太平館」，廣州店交由經理打理。1938年10月21日廣州淪陷，徐氏兄弟及家人在日軍入城前數天逃往香港，店舖交由老伙計打點。淪陷後太平沙總店被洗劫一空而從此關閉，而永漢路支店亦暫時歇業。香港太平館在經營兩年後搬遷到灣仔菲林明道，1941年香港淪陷後亦需關閉。永漢路支店在日佔時期被強迫復業，在廣州局勢相對香港較為穩定，徐氏兄弟重返回廣州，但業務清淡。
1945年廣州光復，太平館逐漸恢復，在西關第十甫路陶陶居對面開設總店（名太平館餐室，當時爲第十甫馬路150號），漢民北路（永漢路）212號仍爲支店（名太平支館餐廳）。香港重光後，徐氏兄弟把關閉已三年多的菲林明道太平館重開，不久後更在上環街市附近的德輔道西開設新店。
國共內戰展開後，徐家在中華人民共和國建政前夕再次舉家遷移香港，後一度關閉的廣州太平館復業。1955年，當局剛進行完土地改革等政治运动。至1956年廣州太平館就被正式接管，實行公私合營，徐家只好将资金撤离广州，全力经营香港太平馆。

### 店鋪變遷

#### 香港
徐家在香港全力發展太平館業務，五十年代首次在九龍彌敦道大華戲院側開設分店，於1964年因拆樓而搬遷到茂林街現址。而灣仔店同樣因為原址重建而於七十年代初搬遷到銅鑼灣白沙道現址。1976年於尖沙咀柯士甸道開設分店，其後於1981年在加連威老道用豐弼有限公司名義以315萬元購入面積達5,000平方呎的分店，隨着大型商場The ONE開幕，據聞市值急升至一億元。2003年時值沙士期間，以1,440萬元購入中環士丹利街的第四間分店。
現時香港的太平館餐廳於徐漢初從兄弟手中購入股份後獨資經營，並於在生時將股份平分予三名兒子，三房人一直和睦共處。

#### 廣州
太平沙太平館總店位於永漢南（北京南路）太平沙大巷（今太平通津以北；大巷至少於1986年時已消失）旁，建築在1990年代被當局夷為平地。
太平館原來在漢民北路212號（原永漢路，今北京路344號）的物業，為典型的騎樓結構，一樓是100多平方米的大廳，左前方一道樓梯通往樓上，二樓則被分隔成兩個包房。香港太平館掌門人，也是太平館第五代傳人的徐錫安指，很多廣州市民以為太平館包括北京路342號、344號三個相連的門面，其實太平館最初就只有344號那一部分，共有4層半、約980平方米。直至現在，香港太平館還沿用百年前的裝潢風格和擺設方式；而很久以前，廣州這間太平館也是古色古香，用的座椅全是富有南粵西餐廳特色的「卡座」。
當局在傳人離開後把太平館擴大店面。位於北京路342號、344號和346號的太平館在1993年之前是國有企業（其中原漢民北路208號是美利權餐室，也是經營西餐），營業面積達2530平方米，涉及四位業主。其品牌和經營權都屬於其上屬集團——廣州市飲食服務公司。在公私合營的時候，廣州當局早把太平館、美利權的商標據為己有，美利權變成太平館内的雪糕產品，名美利權雪糕。1993年，廣州飲食服務公司將太平館的共3個門面的物業拿出來與香港某企業組成中外合作企業，雙方合作期為10年。香港企業投入1600萬元進行裝修改造。在合作的前期和中期，太平館生意一度非常好。但至後期營業額不理想，港方提前退出經營。由於港方之前已經讓東江海鮮飲食集團介入經營，於是廣州飲食服務公司就把太平館的經營權完全轉讓給東江集團，簽有一份從2002年開始租用太平館10年的協議，當時承租的房產允許其作為太平館的經營場地，使用太平館這個品牌，但東江集團並沒有房產的承租權和品牌。
2003年，東江集團投入數百萬元對太平館進行了改造裝修，經營狀況正常。2002年9月1日，房管部門落實「僑房」政策，北京路344號的一半房產和346號房產的業權發還私樓業主。發還部分的房產共涉及太平館的經營面積約1000平方米，包括了廚房、電梯和樓梯等核心經營部分。這部分的面積為兩個業主擁有，其中一個是徐錫安。由於兩位業主提出的租金東江集團不接受，故業主提出要收回346號和344號部分物業的使用權。2003年9月，廣州中院終審判決使用權發還業主，其後三個月太平館繼續經營，至12月，物業經強制執行交還業主，徐正式全面收回物業。2005年1月4日，東江正式宣告太平館停業。
東江集團聲稱，自從太平館的樓梯、空調房和廚房業權判歸業主後，租金由原來每平方米數十元，增加至每平方米二百元。集團表示，無法負擔如此高昂的租金，打算另找地方經營。甚至有意將太平館售予創辦太平館的香港徐氏家族。徐則指，其實在打官司之前他們為了讓太平館在廣州能繼續下去，曾把租金降至10萬元，但東江還是不接受，最後法院終審裁定由廣州市越秀區房屋租賃管理所根據市政府文件評定租金為18萬元。
徐錫安接受專訪時表示，自改革開放以來，一直都有意在廣州重開太平館，但未能找到機會。他說﹕「不是說接觸過，但都有這個意願，但一路未有機會可以返廣州做太平館。直到聽到廣州太平館結業，就看看有沒有機會重新經營廣州太平館。」「只要能合理收購，我們將盡全力，我們是真心想做。」他說，太平館是其家族創辦的招牌，自己對它有感情，而且有責任讓太平館維持下去。如果東江做太平館，自己肯定就不會再做。他們目前只與太平館商標的持有者廣州商標協會有了初步的接洽。徐也強調，租金的事情並不是他經手，租金變動是由家族決定。有業內知情人士以及曾在太平館工作20年以上的職員認為，老字號的經營成功與否與部分面積租價關係不大，北京路路段當時的月租均價的確為200元左右，在這裡經營的很多商家都有同樣的負擔，但並沒有影響他們的經營。
2005年3月28日，東江把太平館重新裝修後復業，鋪面縮小在342號一至三樓，為西餐經營場地，其中二楼新建一個廚房，而344號一樓也是經營場地。內部特設「總理餐廳」，主打「懷舊」元素。

## 招牌
太平館餐廳的招牌及橫額出自「嶺南才子」陳荊鴻的手筆，特別在將餐廳的「餐」寫成「飡」。「飡」按【集韻】七安切，音餐，同「餐」。

## 馳名菜式
- 瑞士雞翼：招牌菜，源於一名外國人在太平沙太平館進食「豉油雞翼」後大讚：。當時的侍應將該句說話轉述給一名當買辦的客人請教，不知就裏而誤譯為「瑞士」，自此「豉油雞翼」就被稱為「瑞士雞翼」。
- 燒乳鴿
- 焗蟹蓋
- 煙倉魚
- 瑞士汁炒牛河
- 燒豬肶
- 焗葡國雞
- 焗梳乎厘
- 岑味牛脷：「岑味」是法文「Salmi」的中文譯音，以牛油及雞肝煮成的醬汁。

### 引用
1. ↑  . 羊城晚報. 2010-11-20  [2012-09-11]. （原始内容存档于2011-05-02）.
2. ↑  . 廣州老字號協會. 2013-05-29. （原始内容存档于2017-10-25）.
3. ↑  徐錫安. . 明窗出版社. 2021年: 第47及48頁. ISBN 9789888687732.
4. ↑  . 南方都市报. 2005-02-25  [2012-09-08]. （原始内容存档于2011-08-16）.
5. 1 2 3 4  . 南方都市报. 2005-02-27  [2012-09-08]. （原始内容存档于2013-12-02）.
6. ↑  . 羊城晚報. 2005-02-26  [2012-09-08]. （原始内容存档于2015-05-05）.
7. ↑  . 新快報. 2005-02-27  [2012-09-08]. （原始内容存档于2011-08-13）.
8. ↑  . 广州日报. 2005-03-22  [2012-09-08]. （原始内容存档于2015-05-04）.

## 外部連結
- 太平館餐廳官方網站 （页面存档备份，存于）